# Baksa-halom
A Baksa-halom Szentistvánbaksa község fölött emelkedő dombháton található avar kori halomsír.

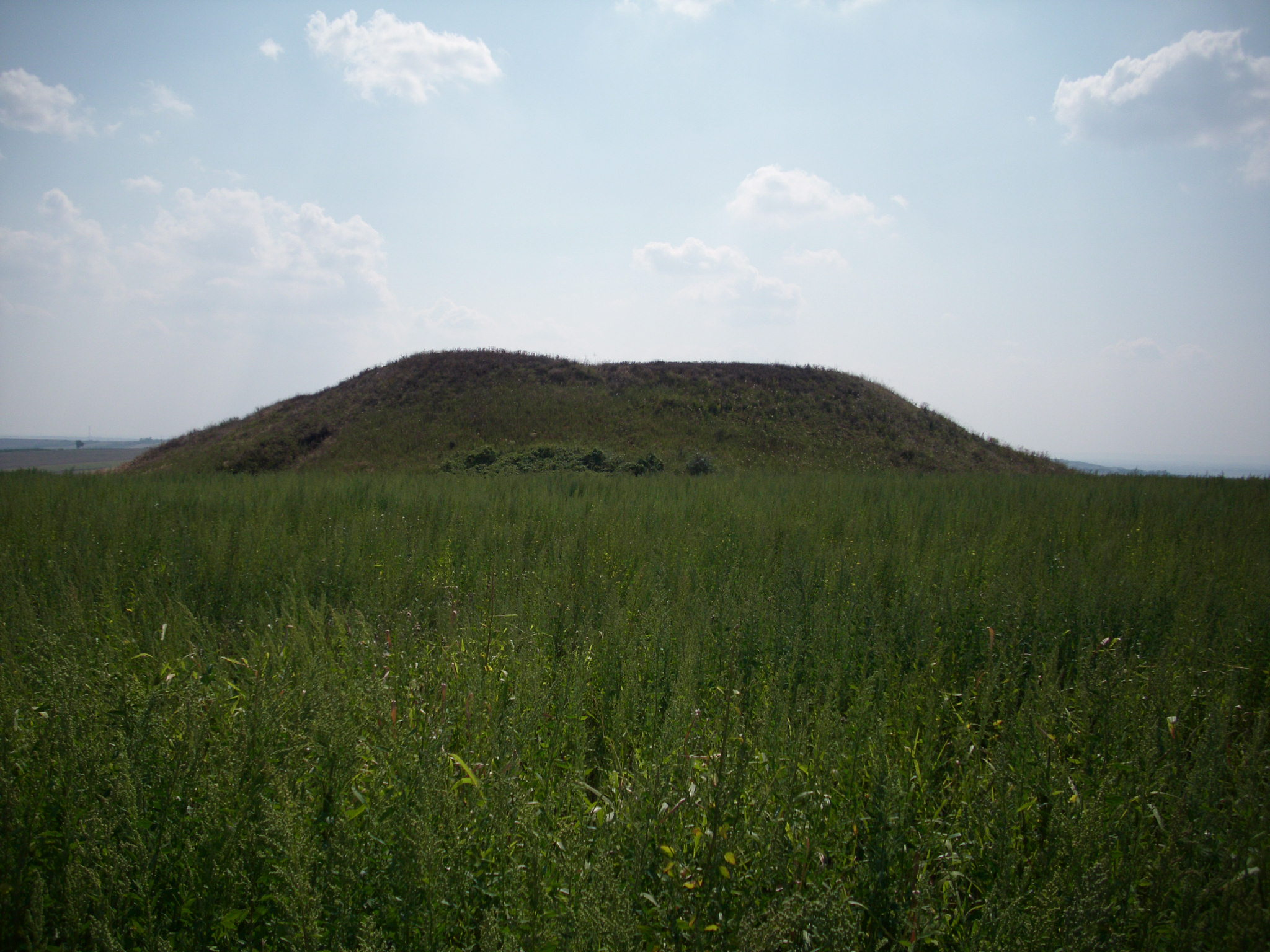
Baksa-halom

## Leírása
1869-ben Vendégi Gábor, Abaúj vármegye alispánja a halom régészeti feltárását kezdeményezte. A feltárásra Rómer Flóris és Hampel József érkeztek, mely 1869. augusztus 2-án indult. Az ásatásvezető Rómer Flóris hamar megállapította, hogy a halom korábbról erősen bolygatott, így a feltárás felesleges. De a közvélemény nyomására folytatódott a feltárás, egészen augusztus 14-ig. A feltárás során egy nagyobb kőtömeg került elő, ami alatt sem sírkamrának, sem halottnak semmi nyomát nem találták.
1869 decemberében a föld tulajdonosa gerendázatra bukkant a kőtömeg alatt, így a feltárás 1869. december 6-án folytatódott. A feltárás során egy, feltehetően belső tűz következtében beomlott cölöpsír, illetve néhány csontdarab került elő.
Az 1930-as években a miskolci Herman Ottó Múzeum munkatársai végeztek ásatásokat a halomban. Ekkor kerámia edények és avar kori fegyverek maradványai kerültek elő nagy tömegben.

## Képgaléria

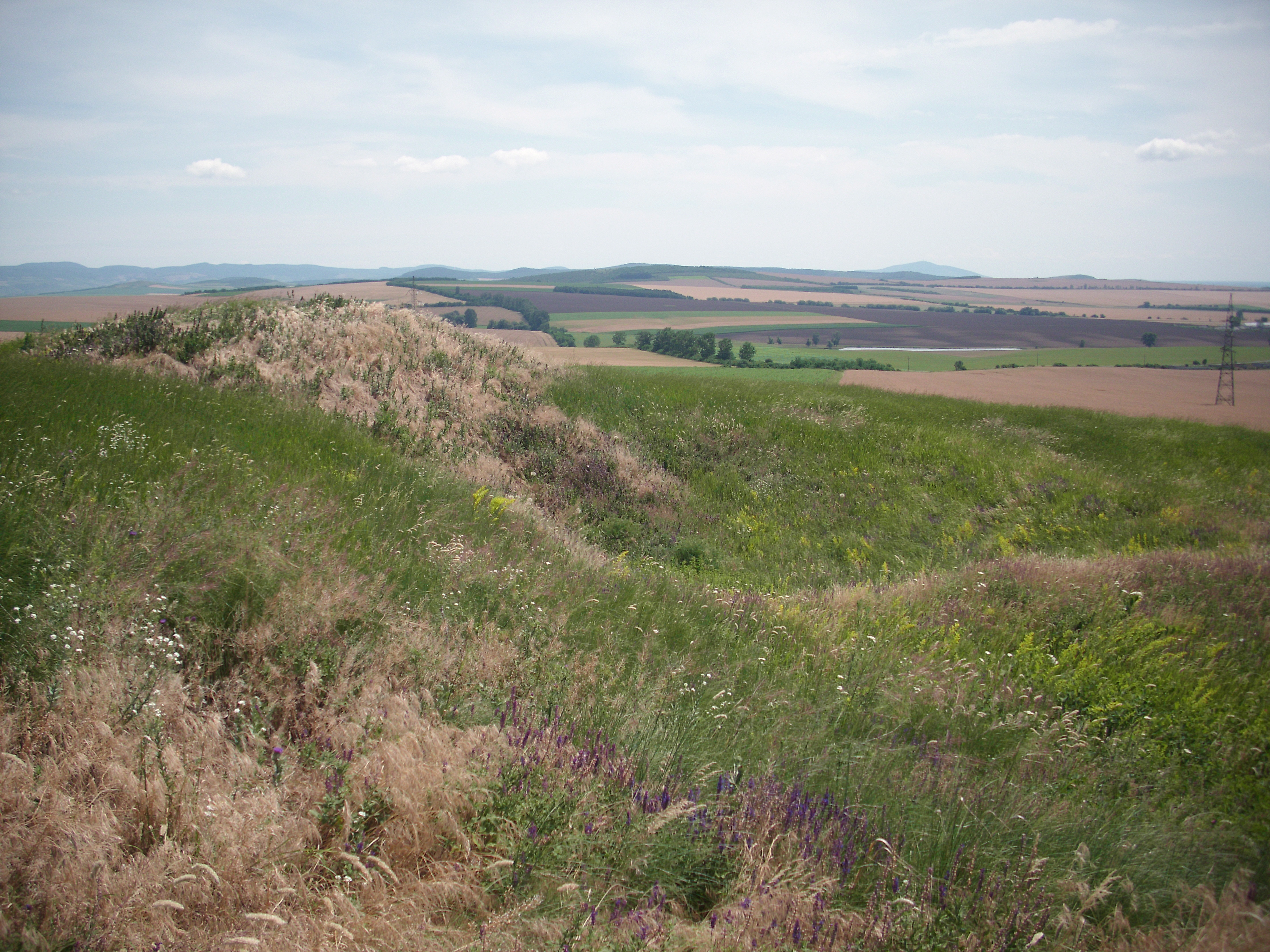
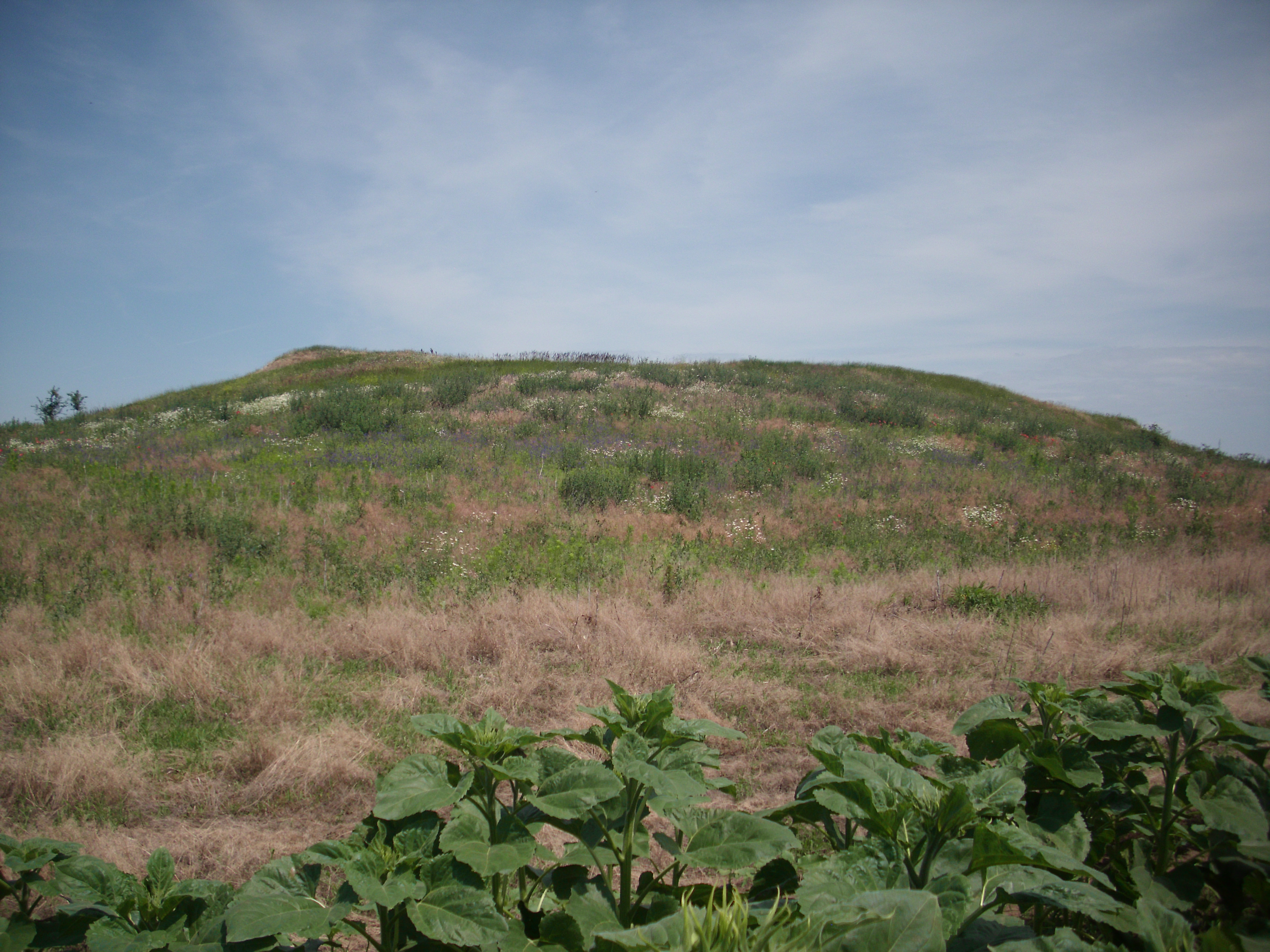